# Регіональний археологічний музей Антоніо Салінаса (Палермо)
Регіональний археологічний музей Антоніо Салінаса (Палермо) (італ. Regional Archeological Museum Antonio Salinas ) — археологічний музей у місті Палермо, що увібрав різні приватні і університетські археологічні колекції.

## Споруди музею та історія закладу
Споруда теперішнього музею була задумана як монастир отців Конгрегації св. Філіпа Нері. Проект створив архітектор Антоніо Муттоне і будівництво розпочали у 16 ст., а закінчили у 17-му. Вибудований комплекс мав церкву св. Ігнатія, ораторіум Філіпа Нері, келії, кухні тощо.
1866 року в об'єднаній у єдину державу Італії видали закон про припинення діяльності католицьких орденів і передачі їх майна державі. Комплекс споруд Конгрегації у Палермо був конфіскований і переданий під музей. Приміщення конгрегації були пристосовані під музейні потреби. 1870 року музей отримав першу археологічну колекцію.
Для створення музею чимало зробив місцевий археолог і нумізмат Антоніо Салінас, по заповіту він передав музею також власну бібліотеку, колекцію монет та власну археологічну колекцію. Музей також отримав поповнення за рахунок сторонніх придбань.
Джоле Бовіо Марконі  (тодішній директор археологічного музею) у роки Другої світової війни узяв на себе відповідальність за речі музейної вартості у монастирі Сан Мартіно делла шкале, чим врятував їх від руйнації під час бомбардувань. 1949 року той же Джоле Бовіо Марконі розпочав реконструкцію музейних приміщень.
2009 року регіональний археологічний музей знову був закритий на реконструкцію і знову відкритий для відвідувачів у липні 2016 року.

## Важливі відділки і колекції

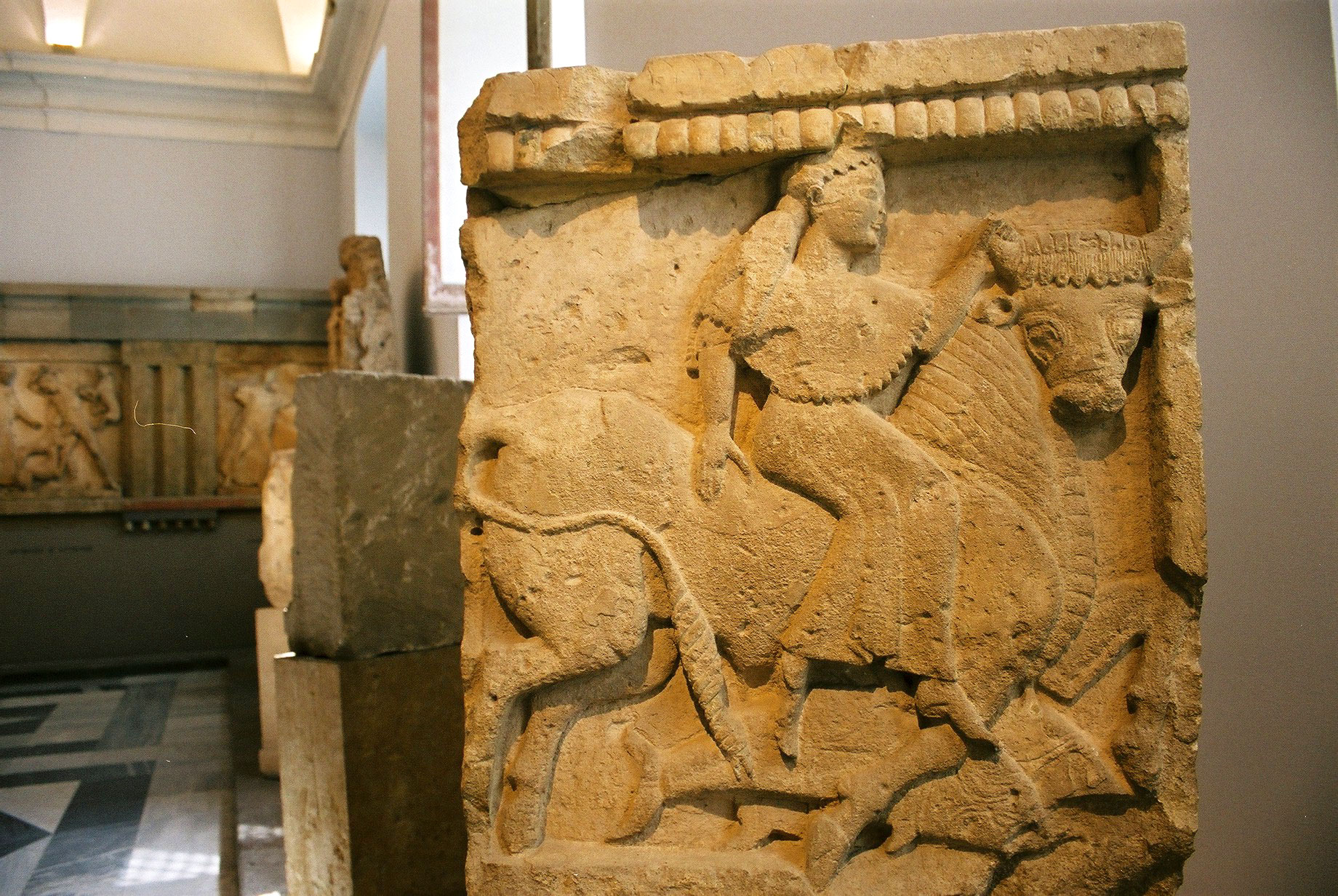
Метопа доби архаїки, Селінунт, Регіональний археологічний музей Антоніо Саоінаса (Палермо)

- Колишня колекція університету міста Палермо. Це найстаріша за терміном створення колекція, що прийшла в музей. Її передали у музей університету 1814 року, коли за заповітом принца Бальмонте його приватну колекцію передали уніврситету. Згодом університет продав власну колекцію музею археології.

- Приватна колекція науковця Антоніо Салінаса (1841-1914). Салінас передав по заповіту власну приватну колекцію археологічних знахідок, власну бібліотеку та колекцію монет (6641 одиниць збереження).

- Колекція графа Пьєтро Казуччіні. Серед рідкісних збірок музею — колекція Пьєтро Казуччіні. Граф Казуччіні мав земельну ділянку, на котрій була розташована археологічна пам'ятка Кьюзі. Знахідки під час хижацьких розкопок і перейшли до його збірок. Колекція мала значимість через велику кількість історичних пам'яток етрусків. По смерті графа його нащадки  Оттавіо та П'єтро виставили колекцію на продаж. Тодішній міністр освіти Мікеле Амарі сприяв придбанню колекції та її передачі у  тоді Королівський археологічний музей Палермо. Завдяки цьому в Палермо опинилась краща колекція артефактів культури етрусків за кордонами Тоскани (більше 10 000 одиниць збереження).

- Відділок Стародавнього Єгипту
- Відділок мистецтва етрусків
- Відділок мистецтва фінікійців
- Відділок мистецтва Стародавньої Греції та Великої Греції
- Відділок мистецтва Стародавнього Риму
- Антична (давньогрецька і давньоримська) скульптура (теракота, мармур, бронза)

## Фотогалерея споруд і залів

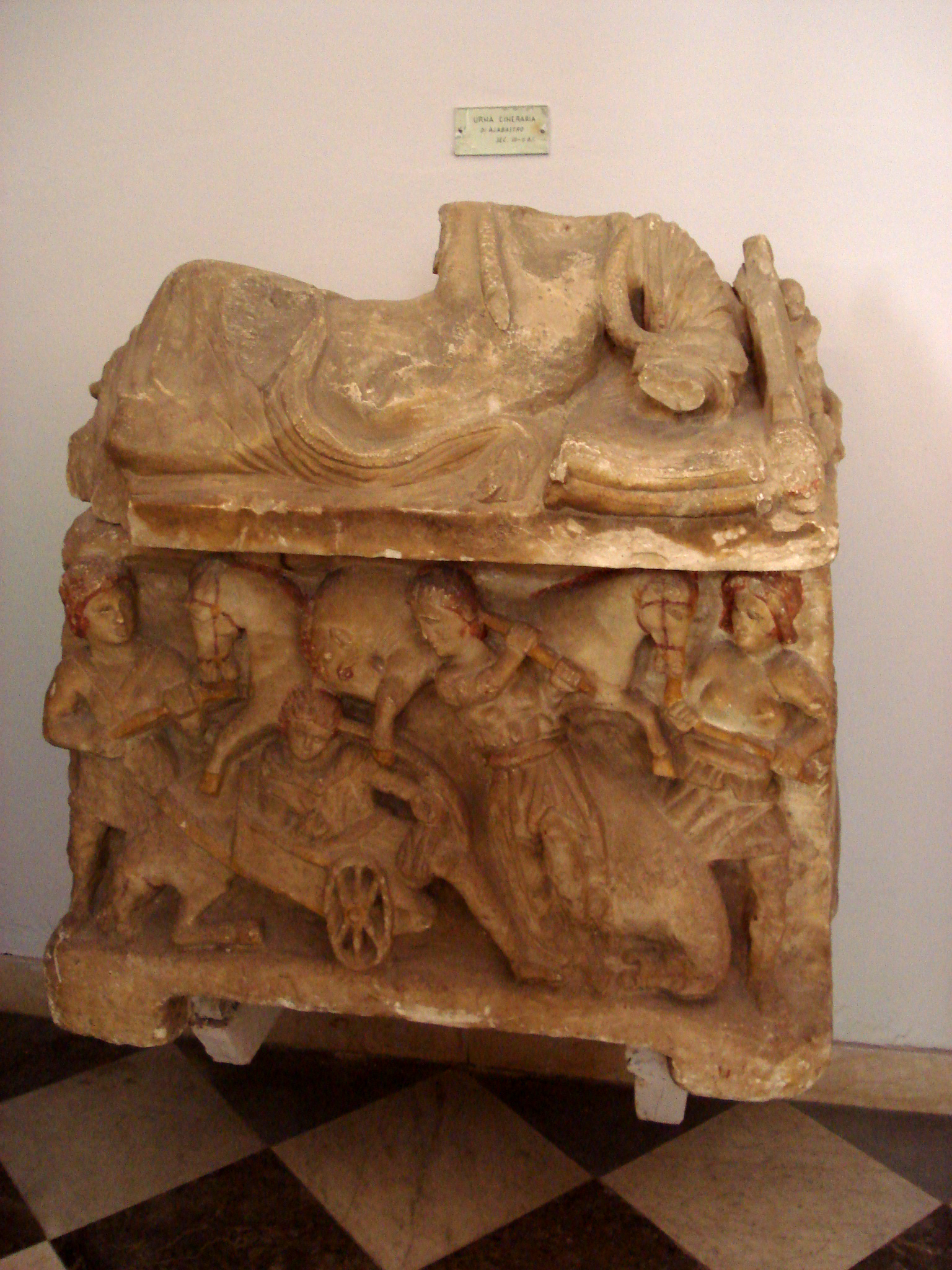
Алебастрова поховальна урна етрусків

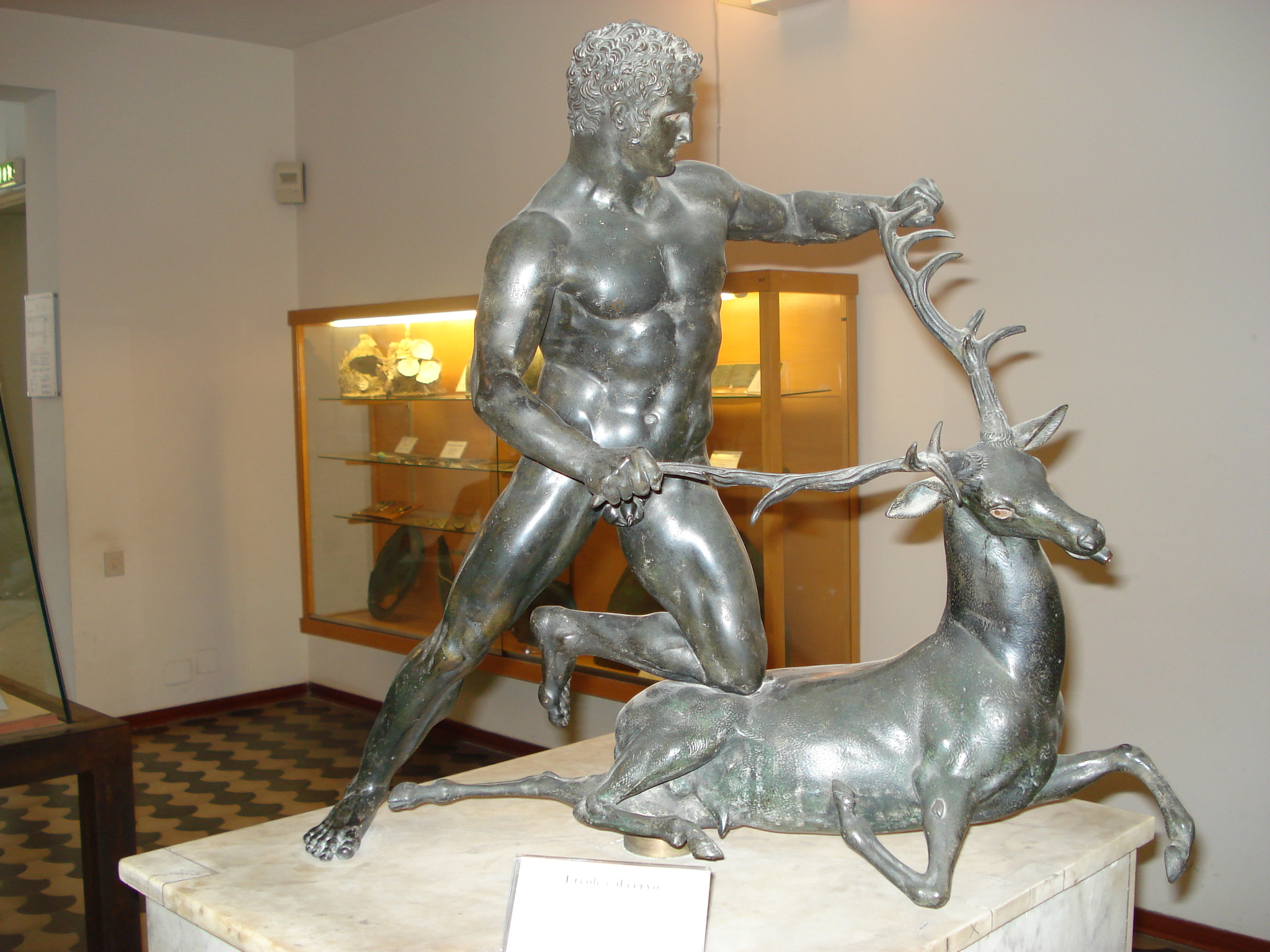
Геракл з Кіренейсьою ланню, давньоримська фонтанна група, бронза.

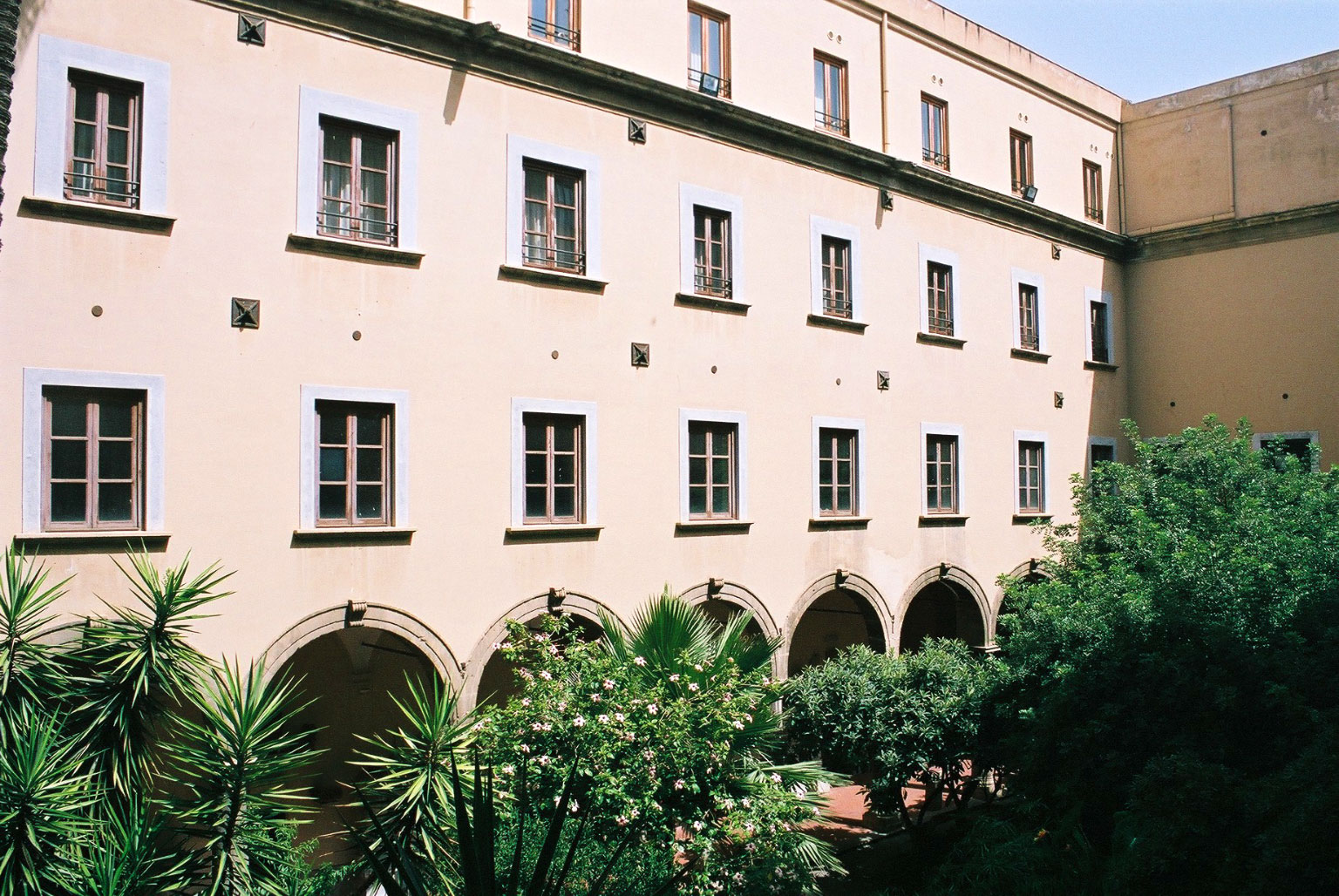
Дворик музею
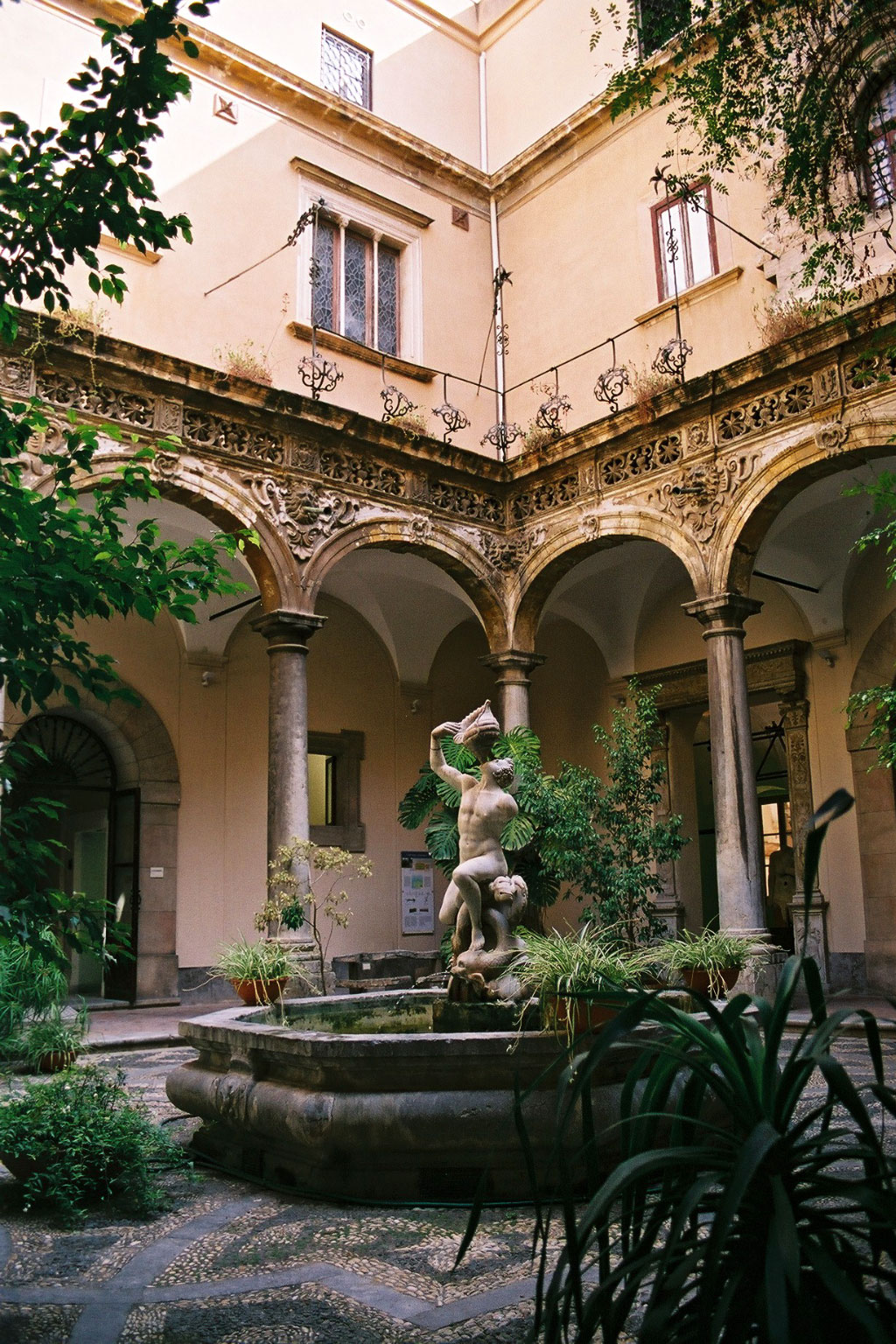
Внутрішній дворик музею
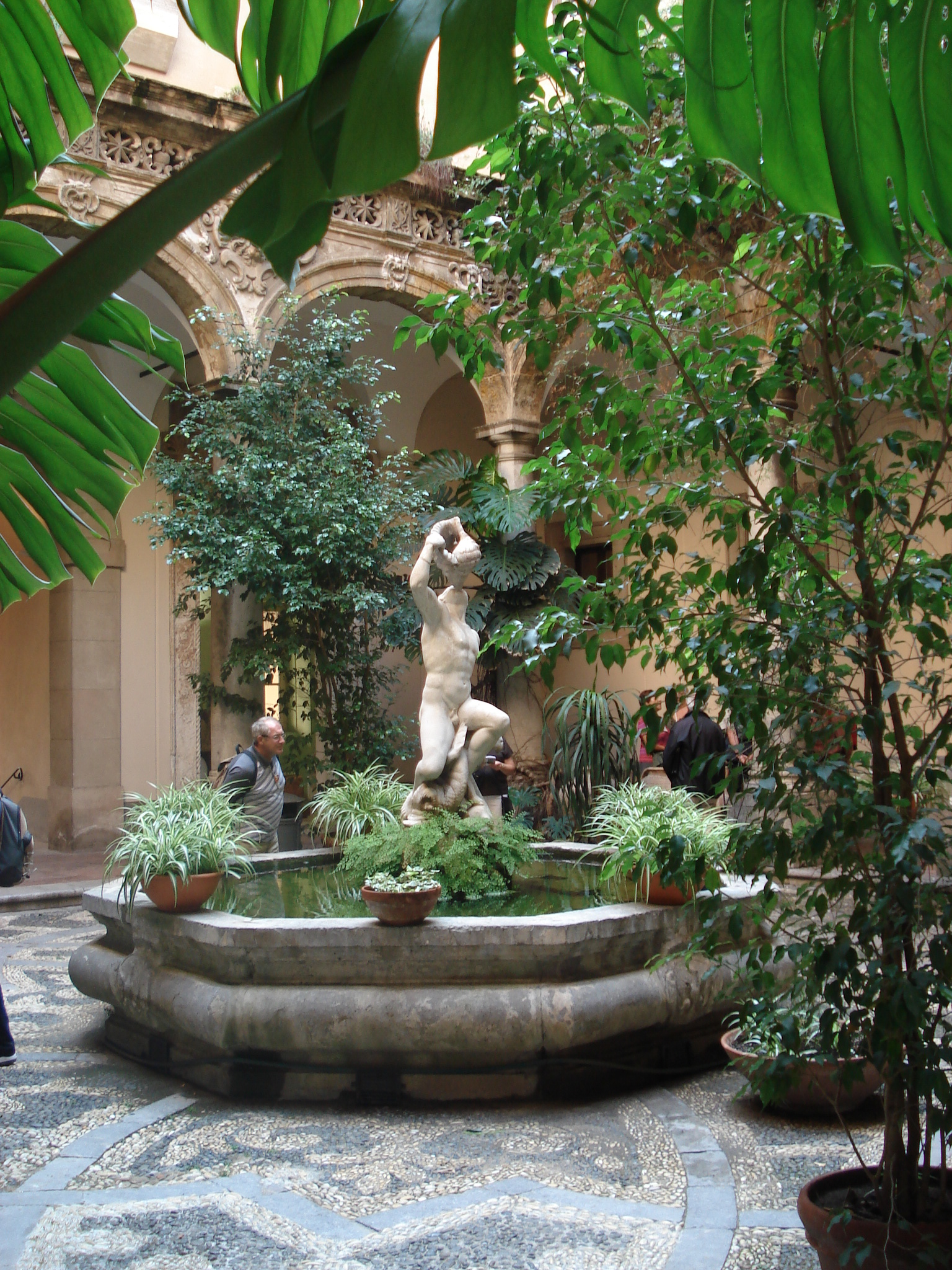
Фонтан у внутрішньому дворику
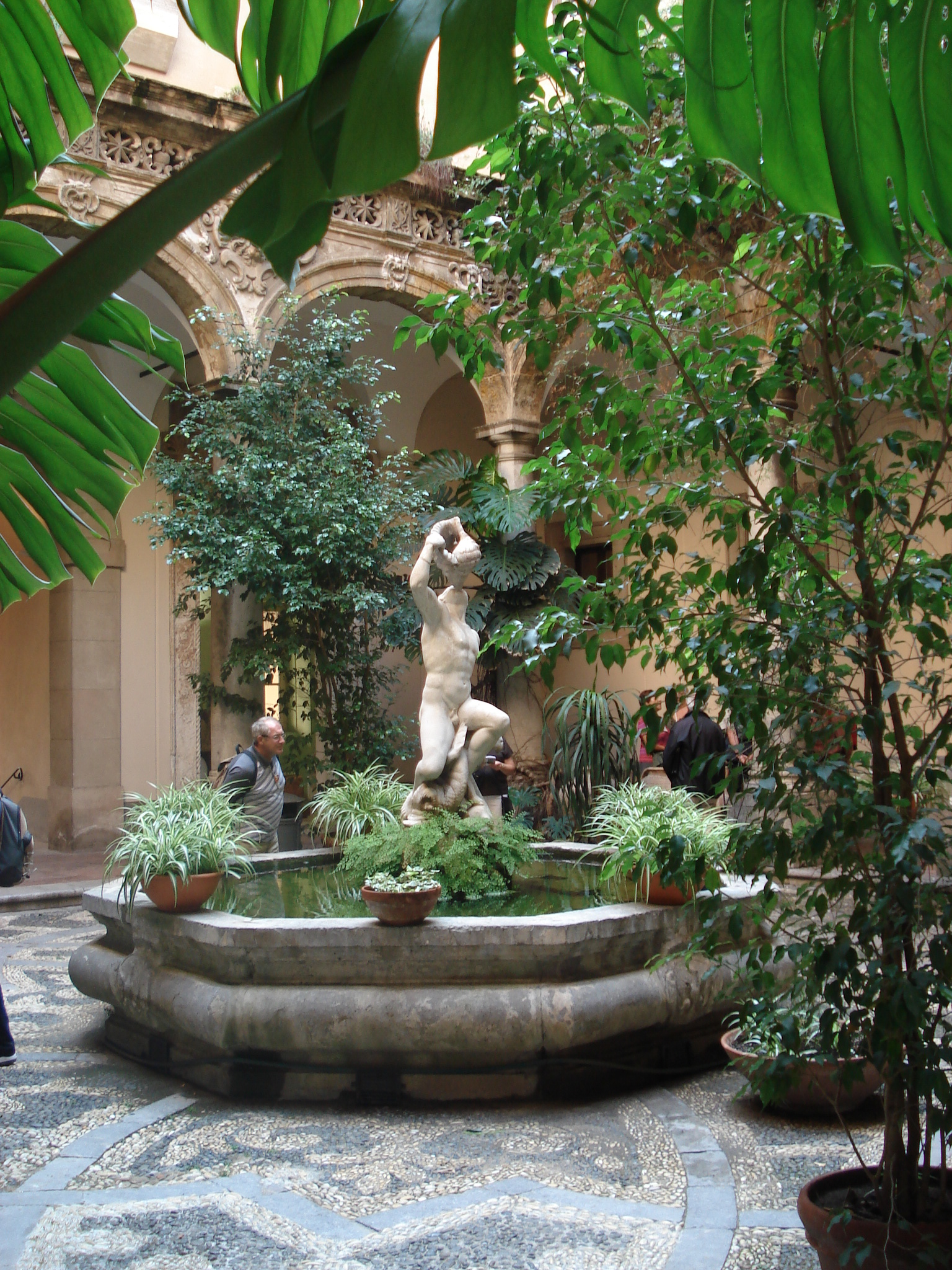
Фонтанна скульптура
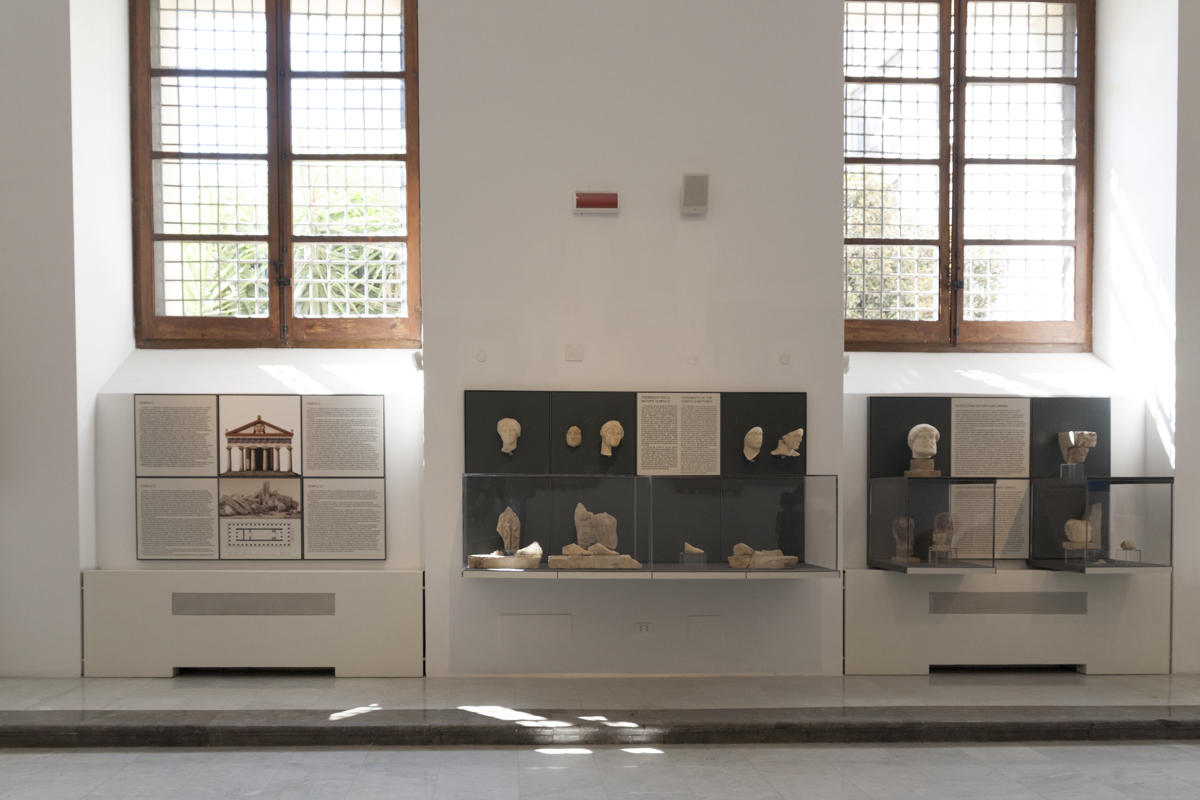
Скульптри, знайдені в Селінунті
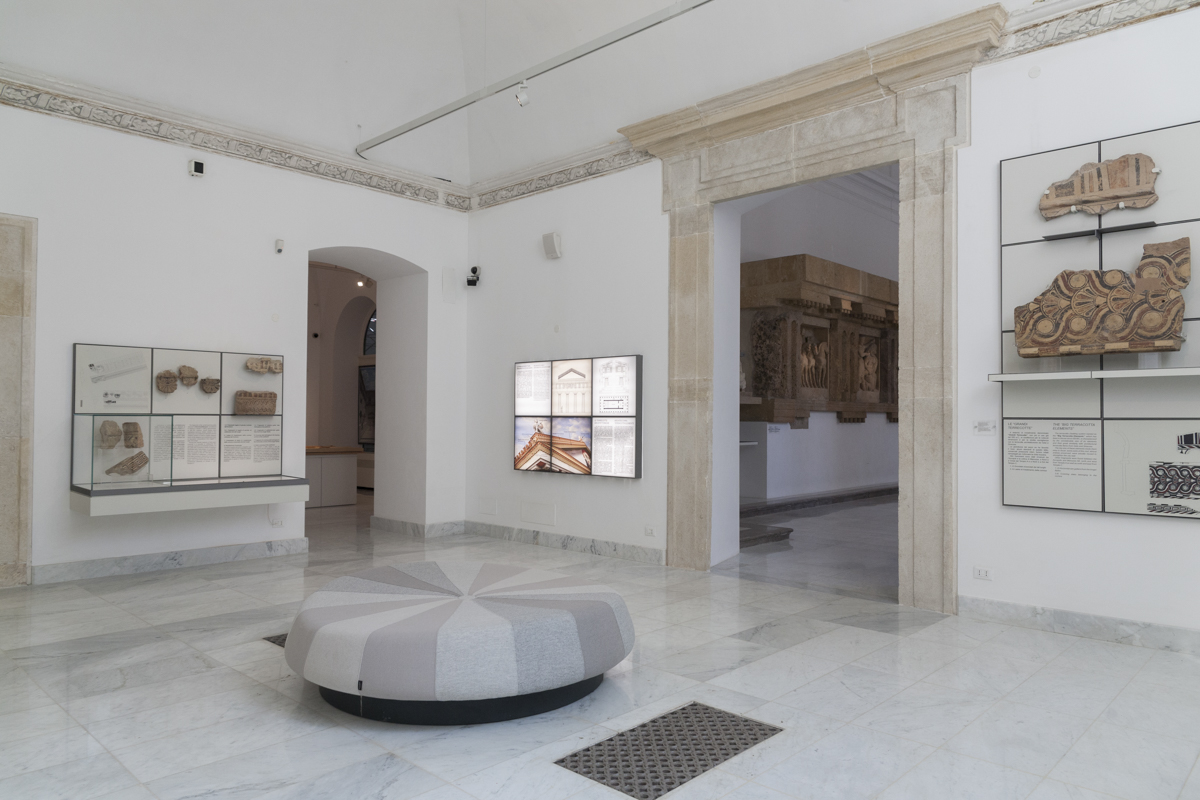
Експозиція
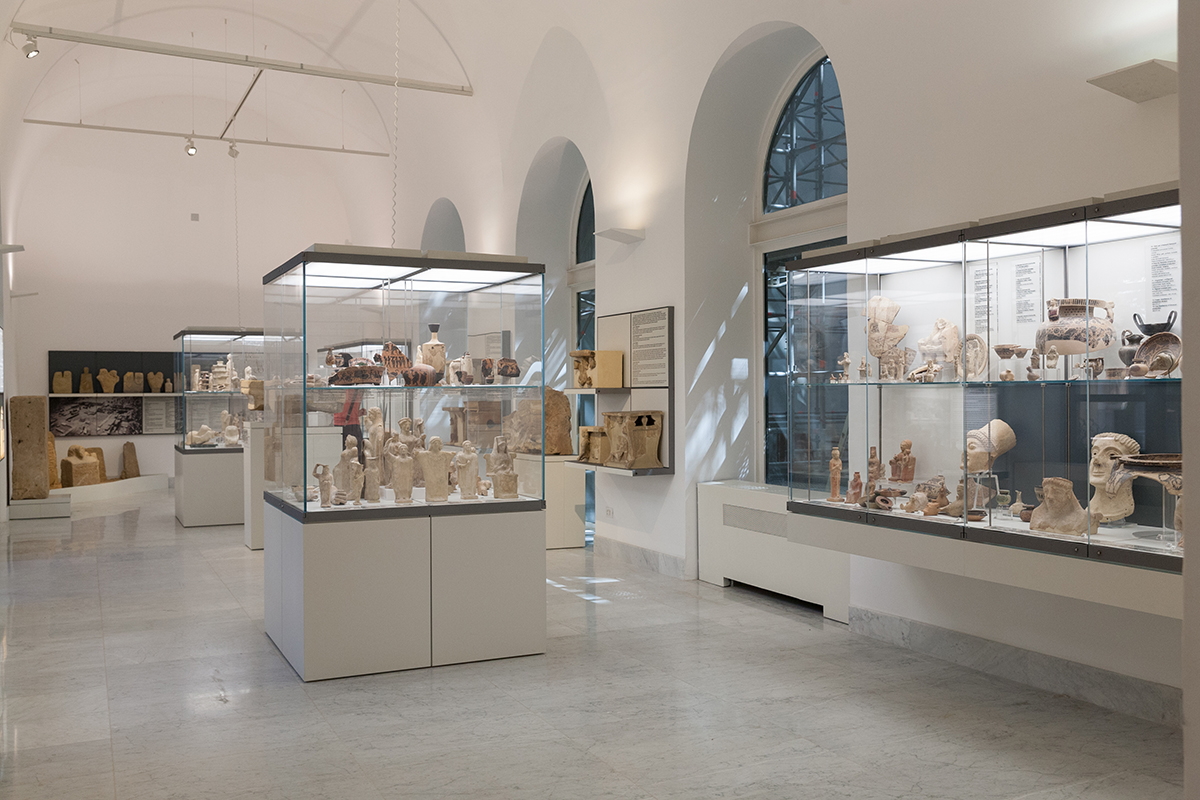
Зала з теракотами, знайденими в Селінунті
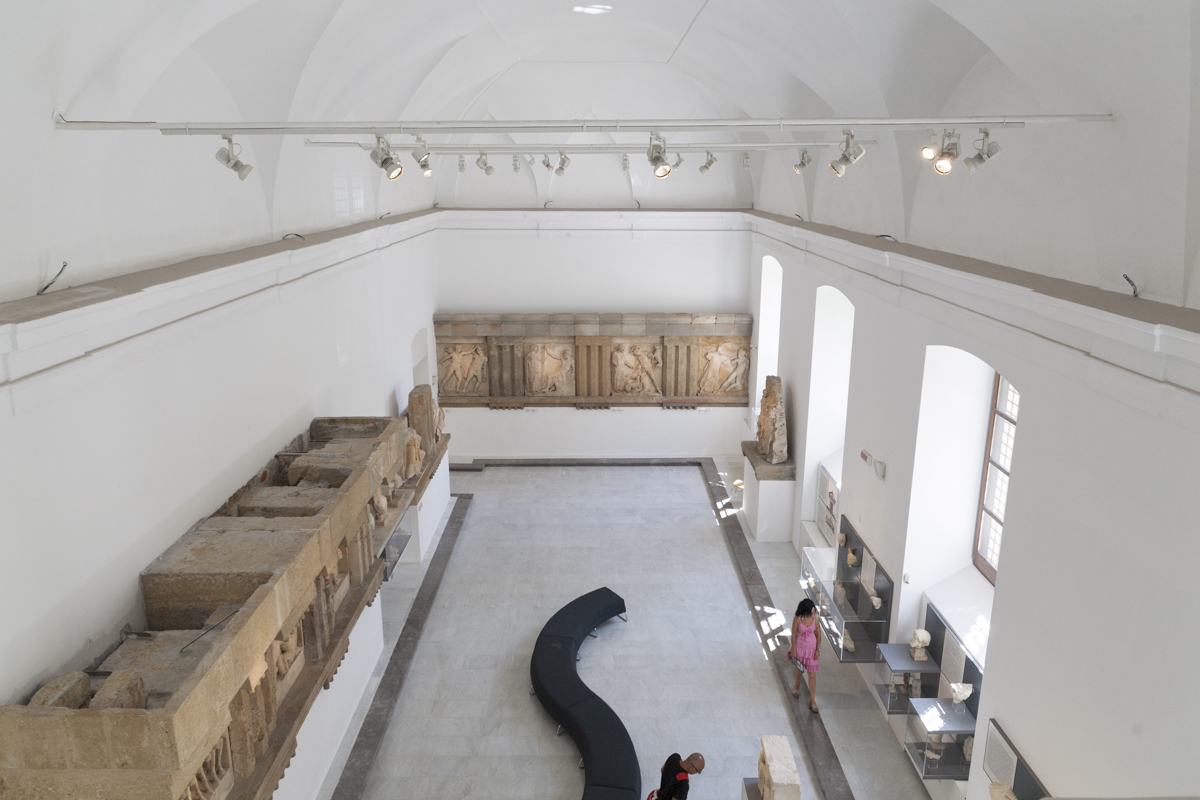
Фото 2016 р.

## Старожитності з Єгипту

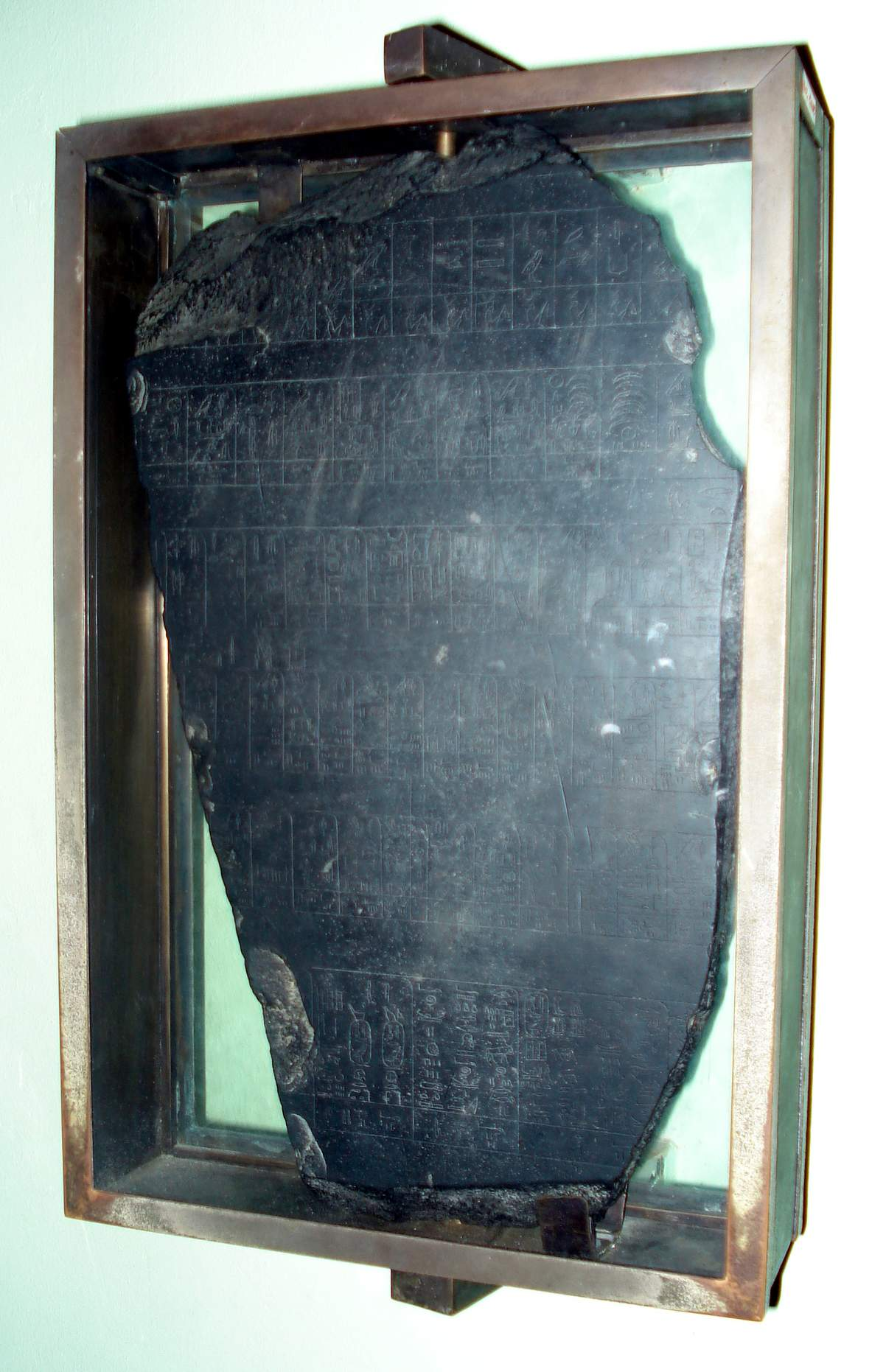
Кам'яна панель з ієрогліфами
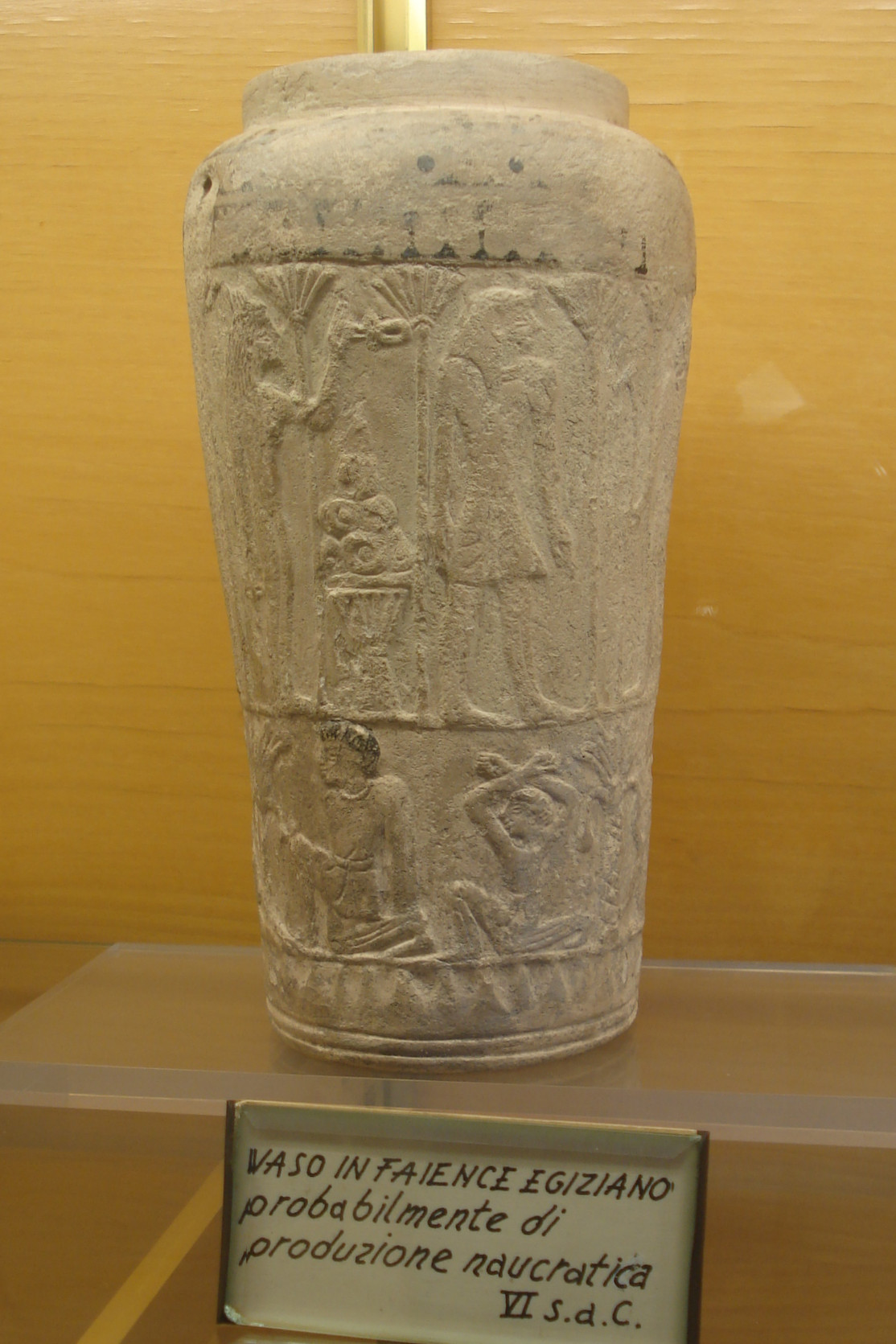
Керамічна ваза з рельєфами і залишками розфарбування
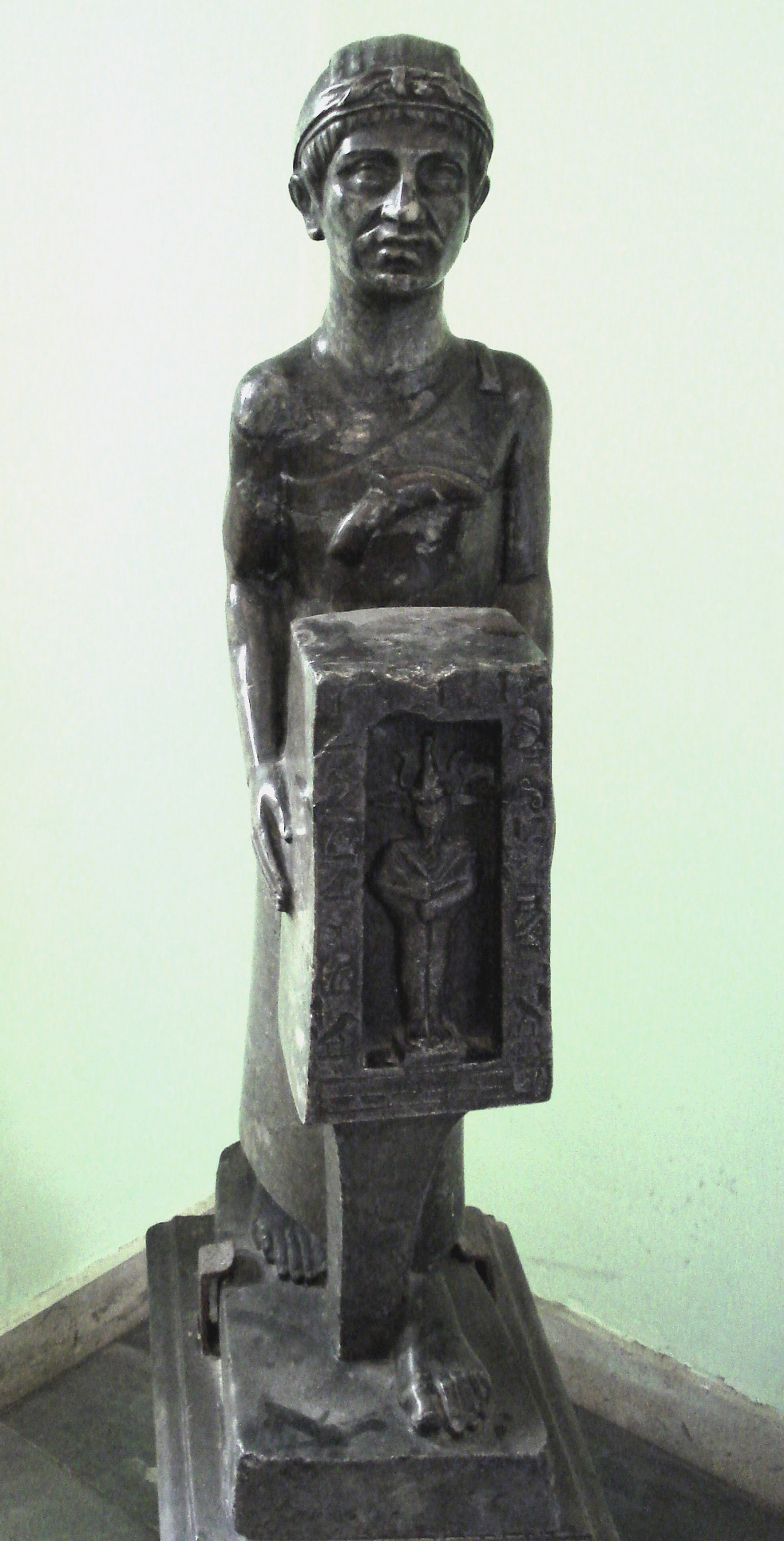
Скульптура доби Птолемеїв

## Давньогрецькі вази музею

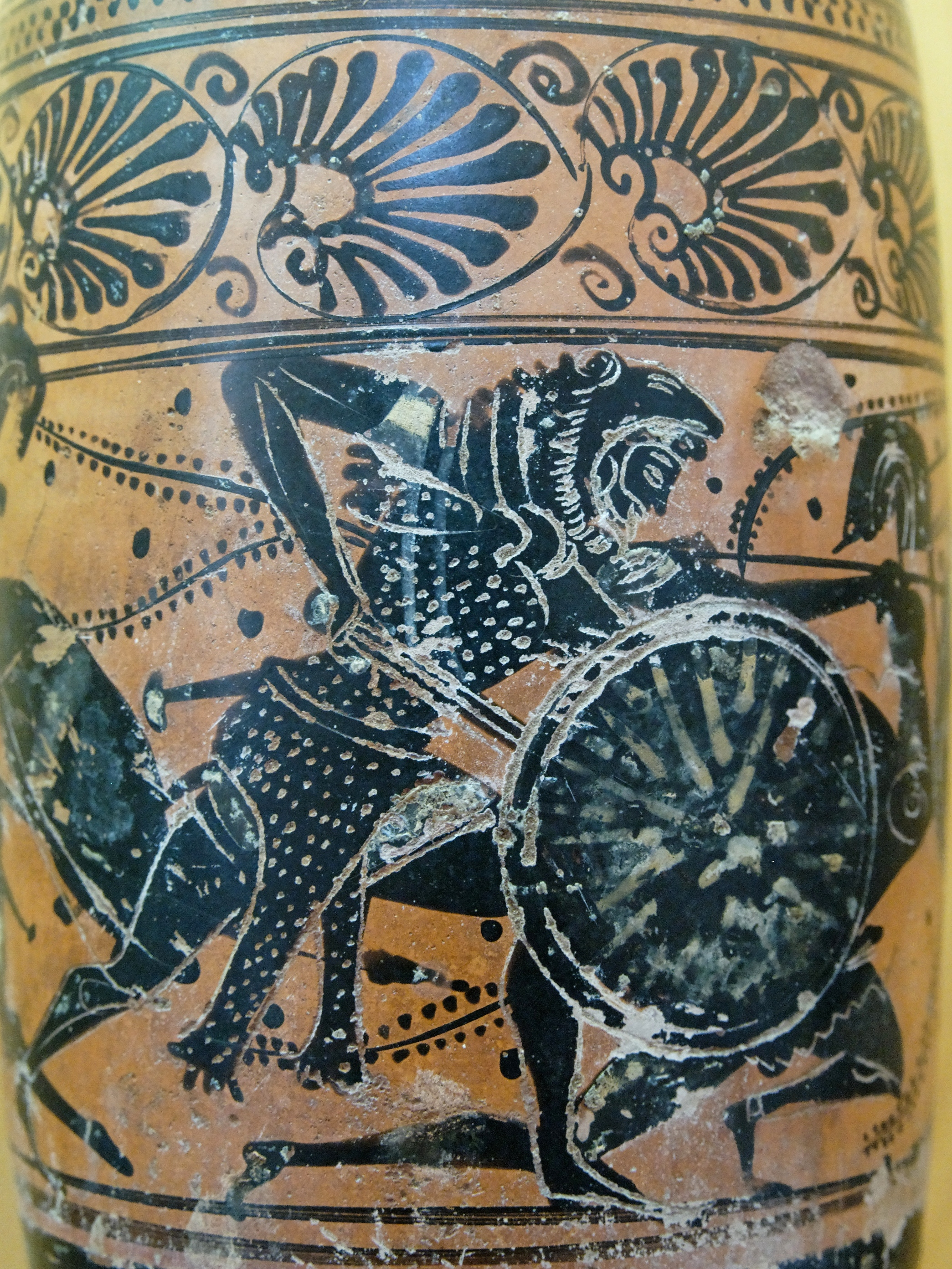
Чорнофігурний вазопис. «Геракл у двобої з амазонками», вазописець Хаймон, початок 5 ст. до н.е. Регіональний археологічний музей Антоніо Салінаса (Палермо)

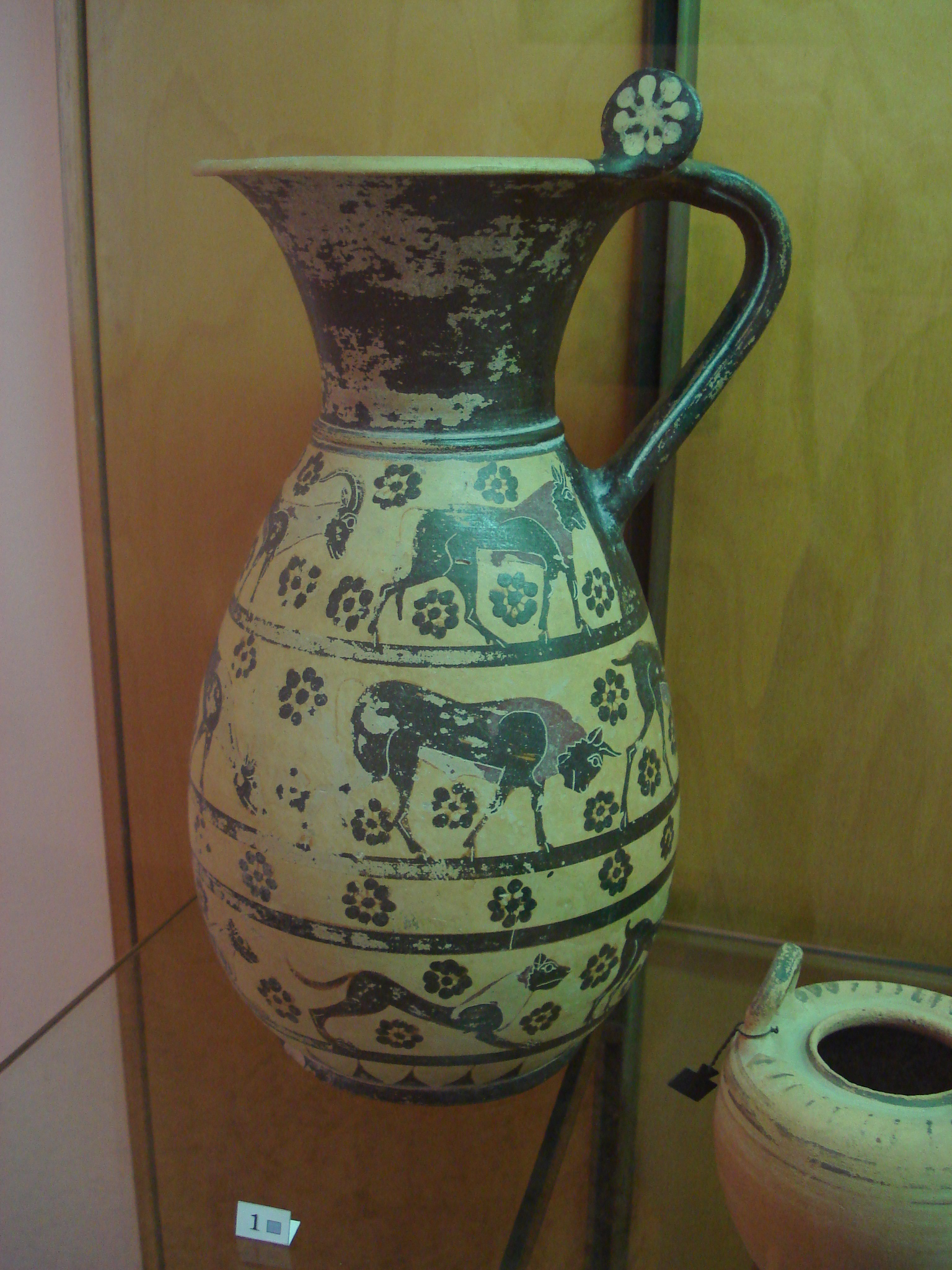
Керамічна ваза орієнталізуючого стиля з левами та биками
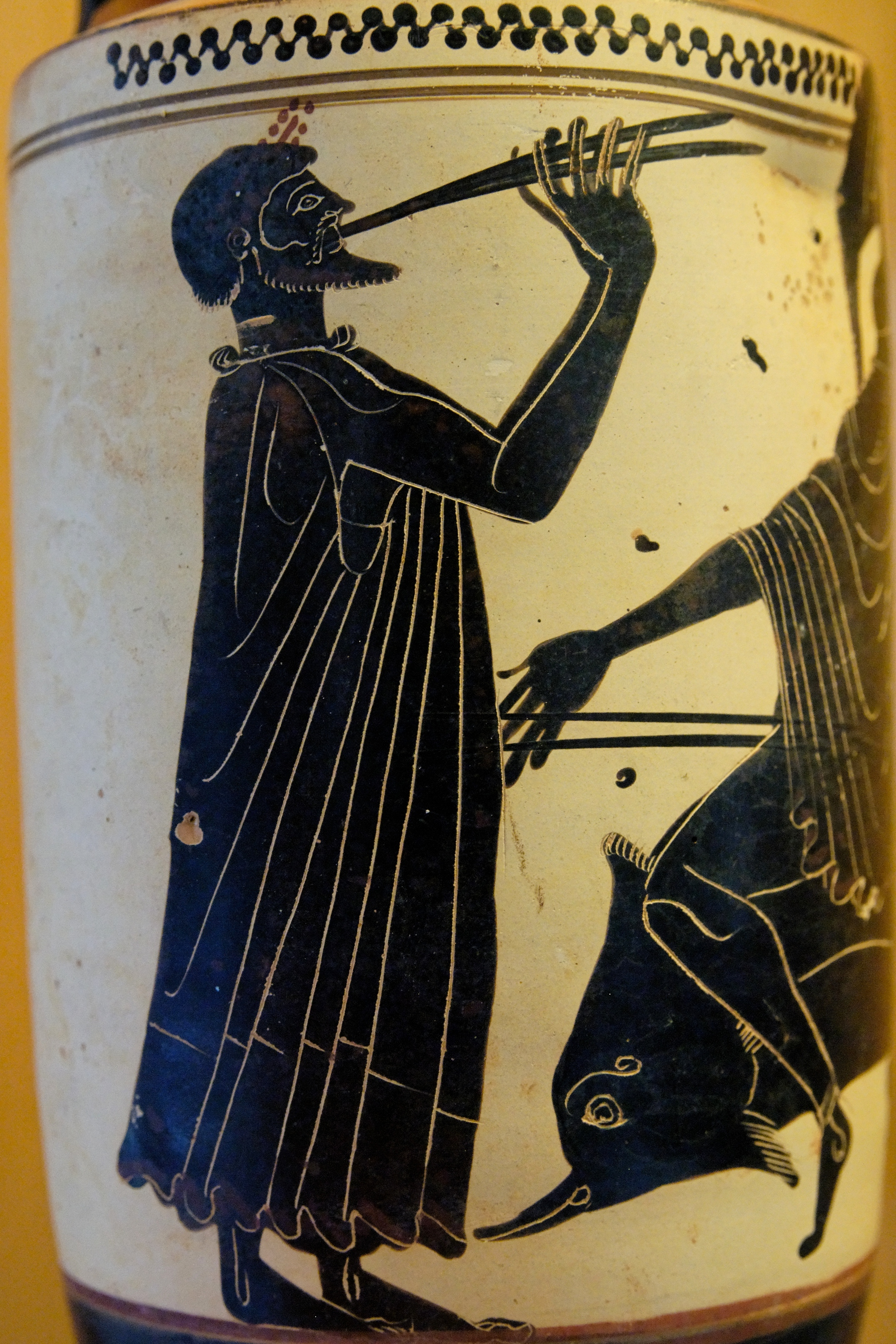
Чорнофігурний вазопис. «Гра на авлосі». Регіональний археологічний музей Антоніо Салінаса (Палермо)
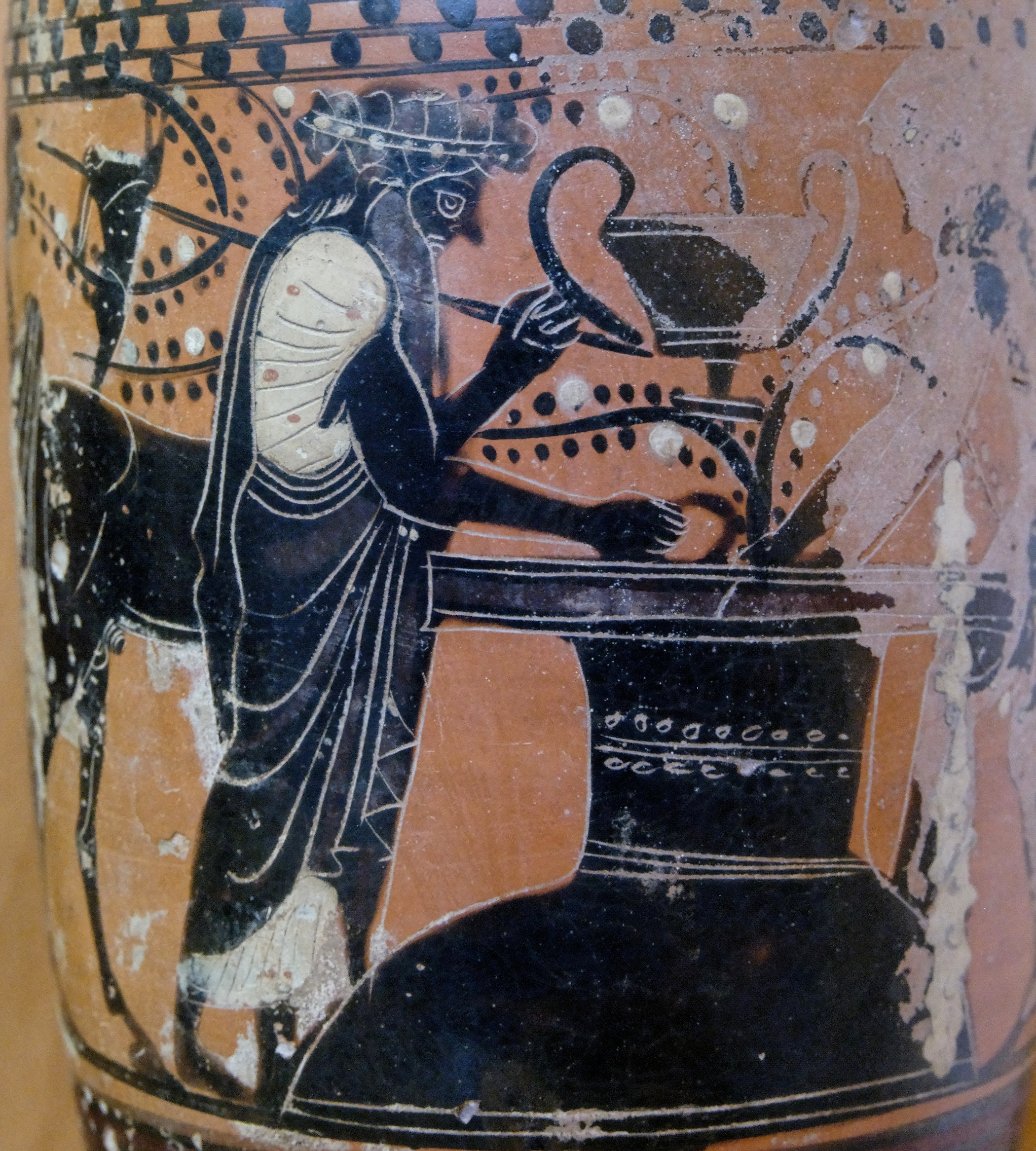
Чорнофігурний вазопис. «Кентавр Фол набирає вино аби почастувати Геракла», бл. 500 року до н.е.
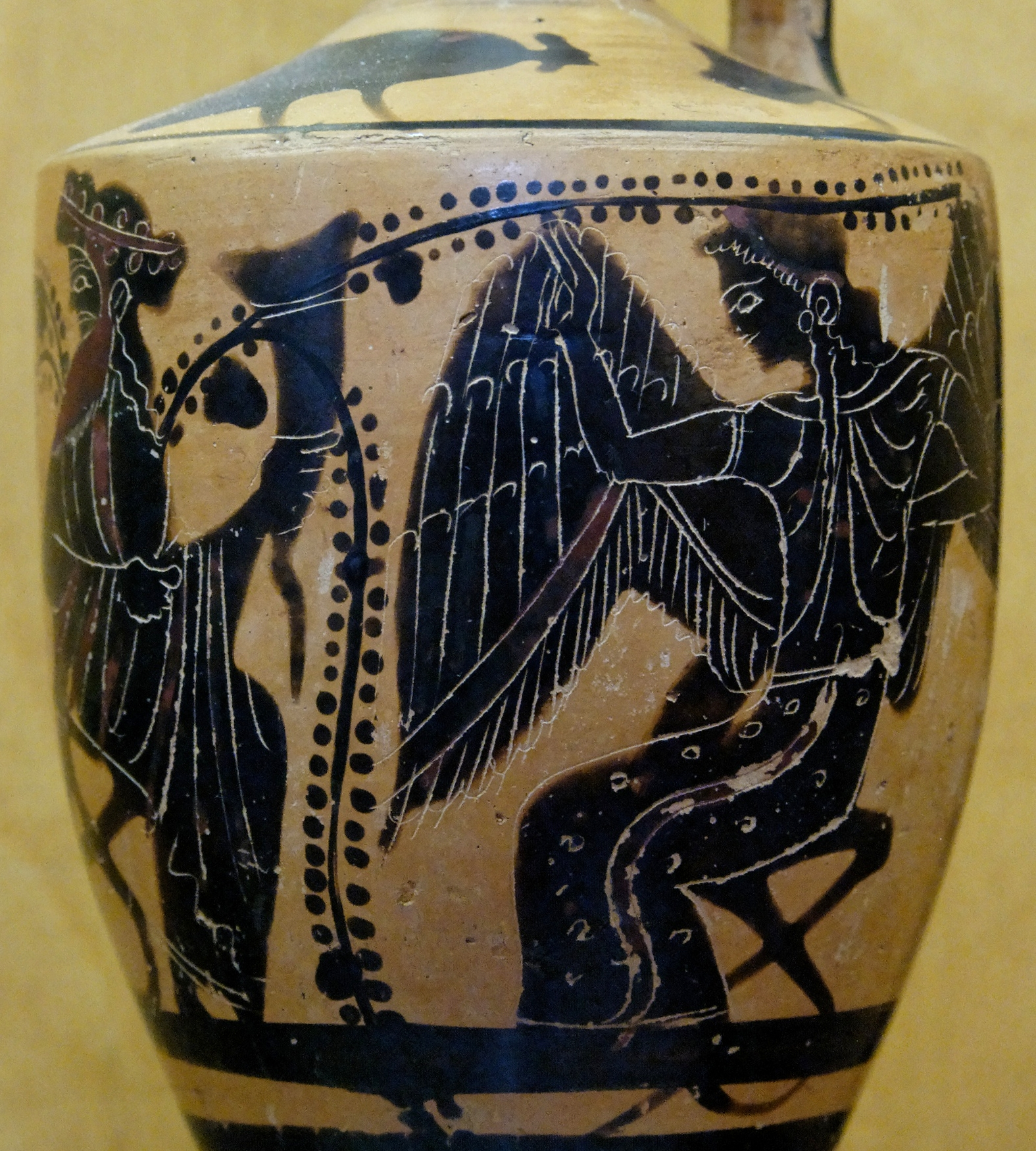
Чорнофігурний вазопис. «Бог вина Діоніс та дві крилаті істоти», кінець 6-початок 5 ст. до н.е.
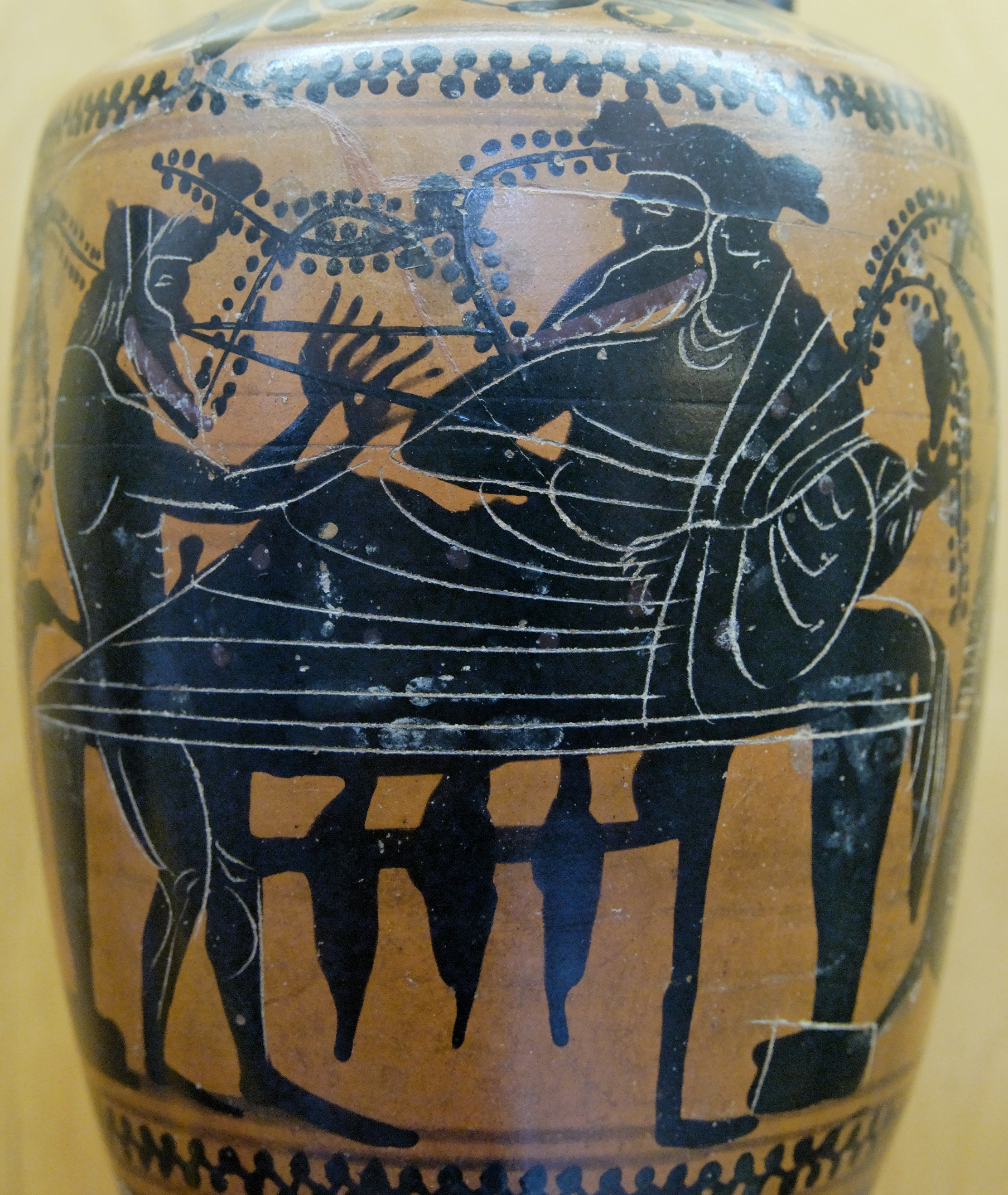
Чорнофігурний вазопис. «Бог вина Діоніс та сатир, що грає для бога на авлосі», кінець 6-початок 5 ст. до н.е.
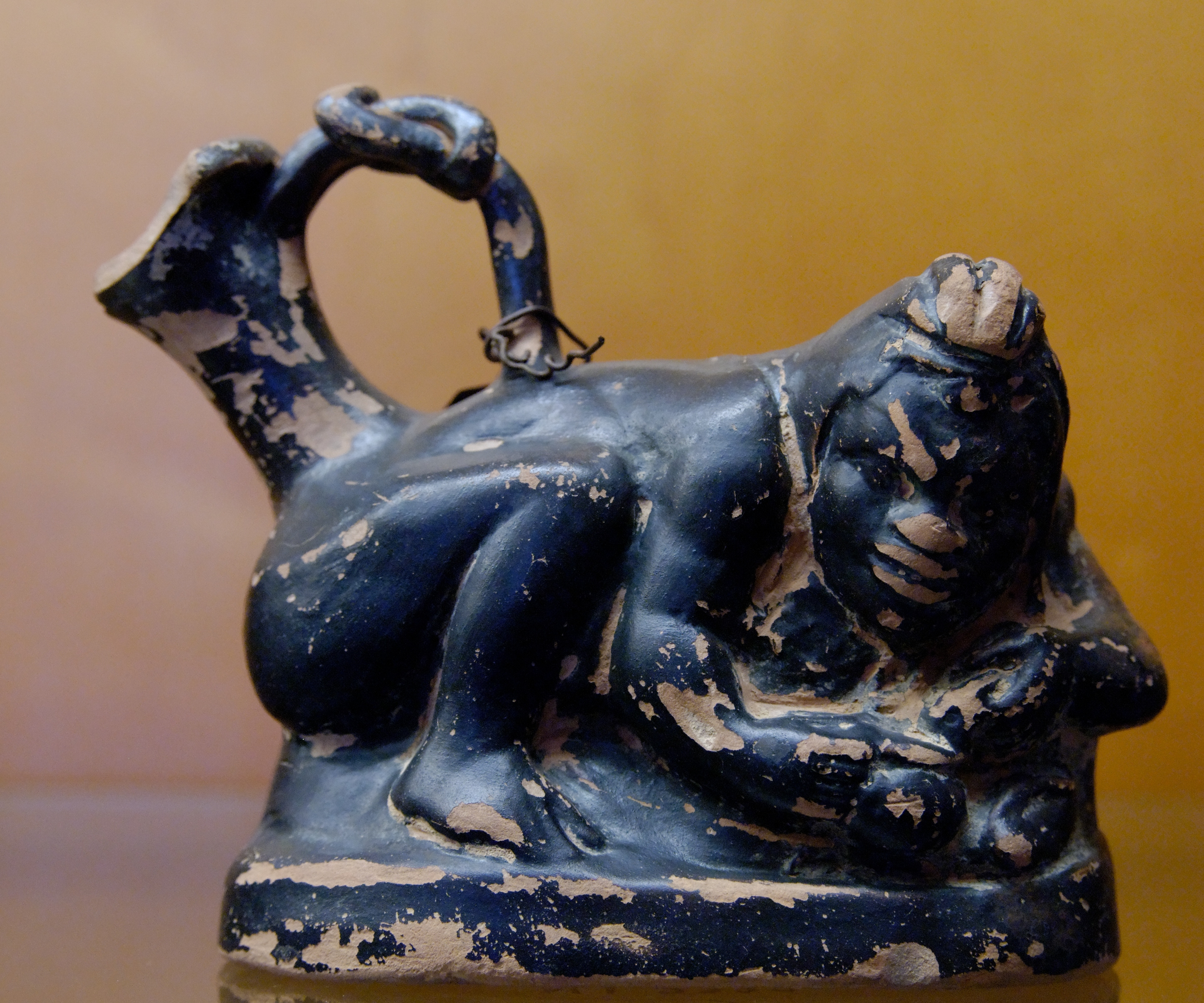
Арібал «Хлопчик африканець». Регіональний археологічний музей Антоніо Салінаса (Палермо)
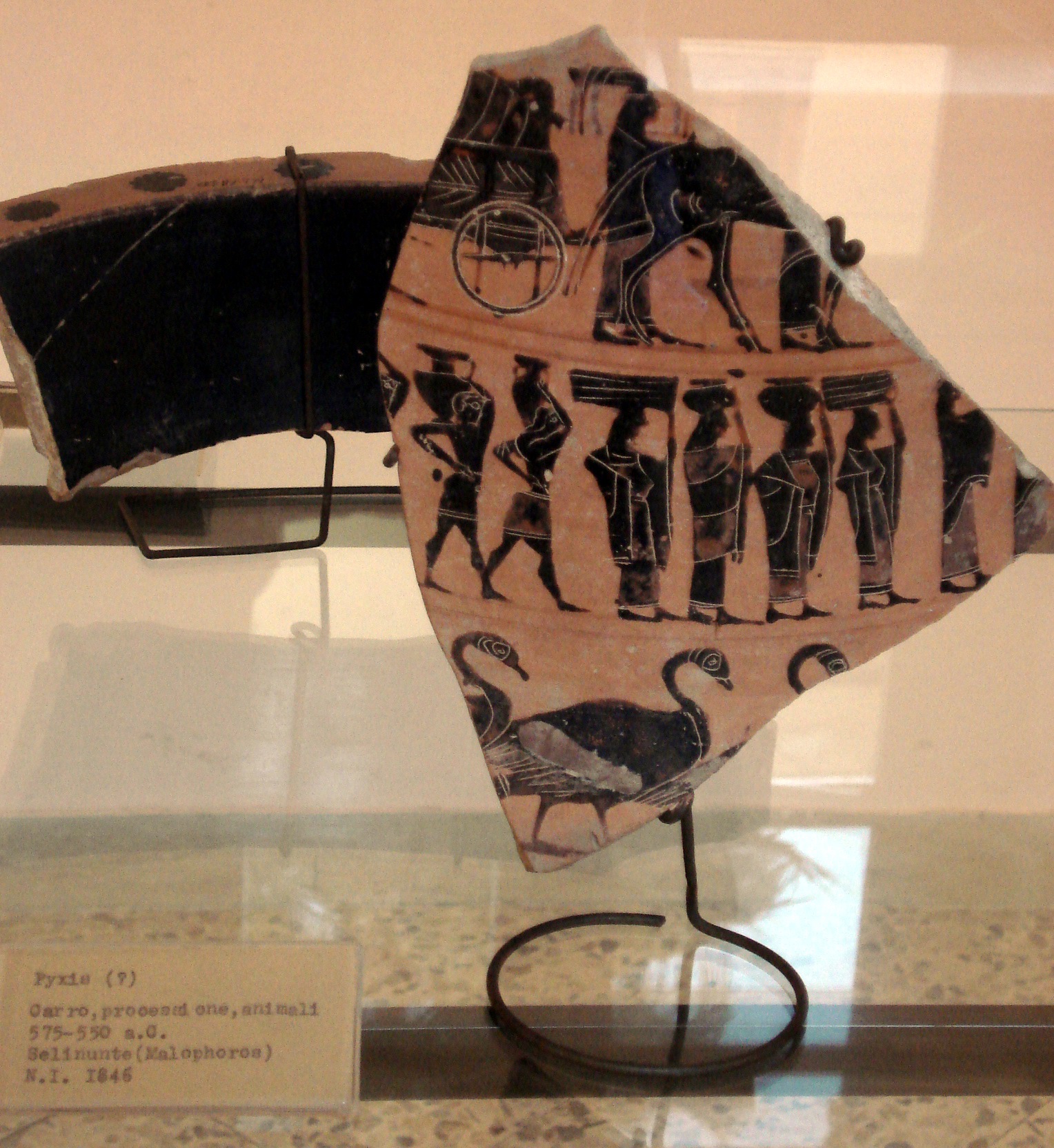
Чорнофігурний вазопис. Уламк вази з процесією данників, Селінунт, з храму Деметри Малофорос, 570–550 рр. до н.е.
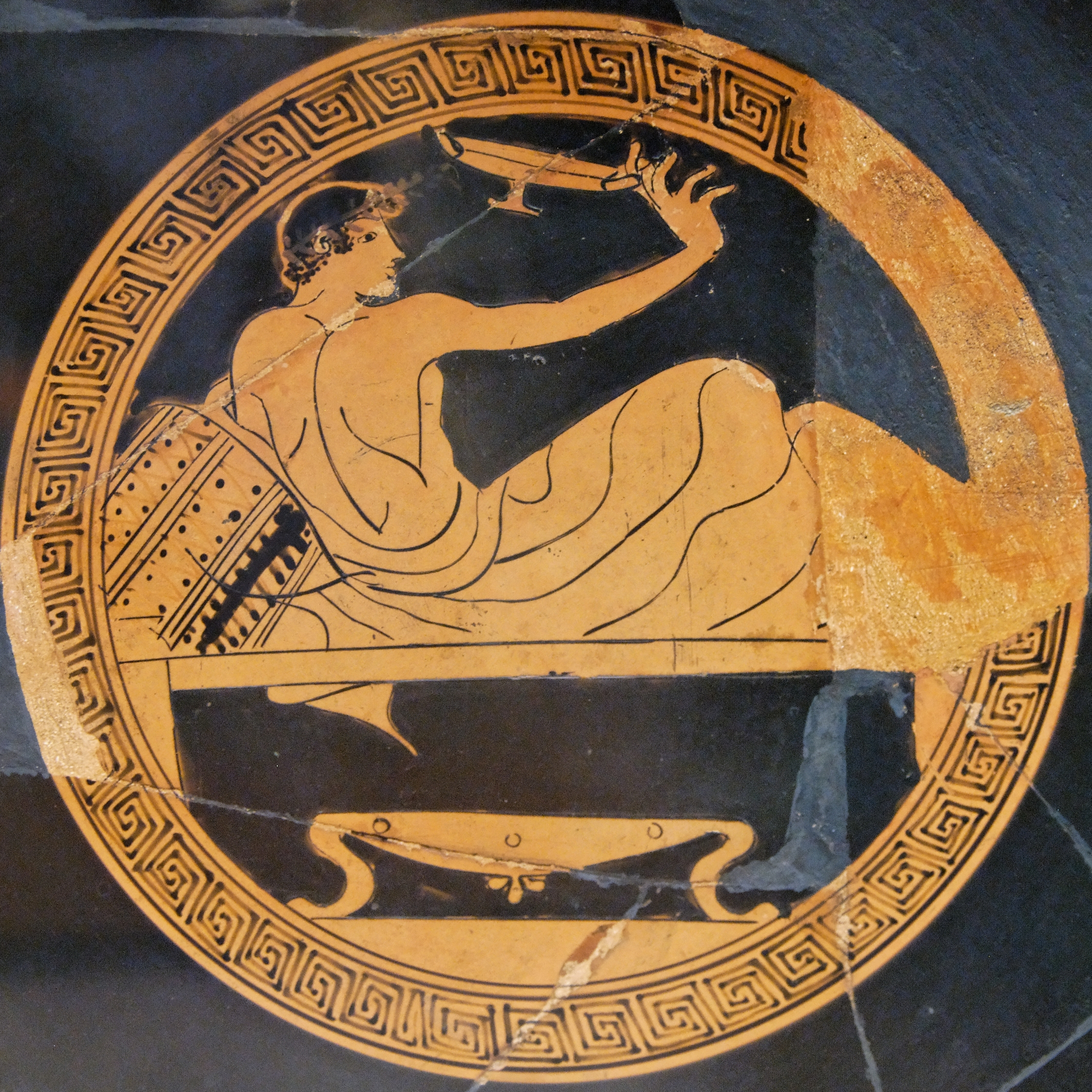
Червонофігурний вазопис. «Гра в коттаб», дно киликса, знайдений у Кьюзі.   480–460 рр. до н.е.

## Архітектурні уламки

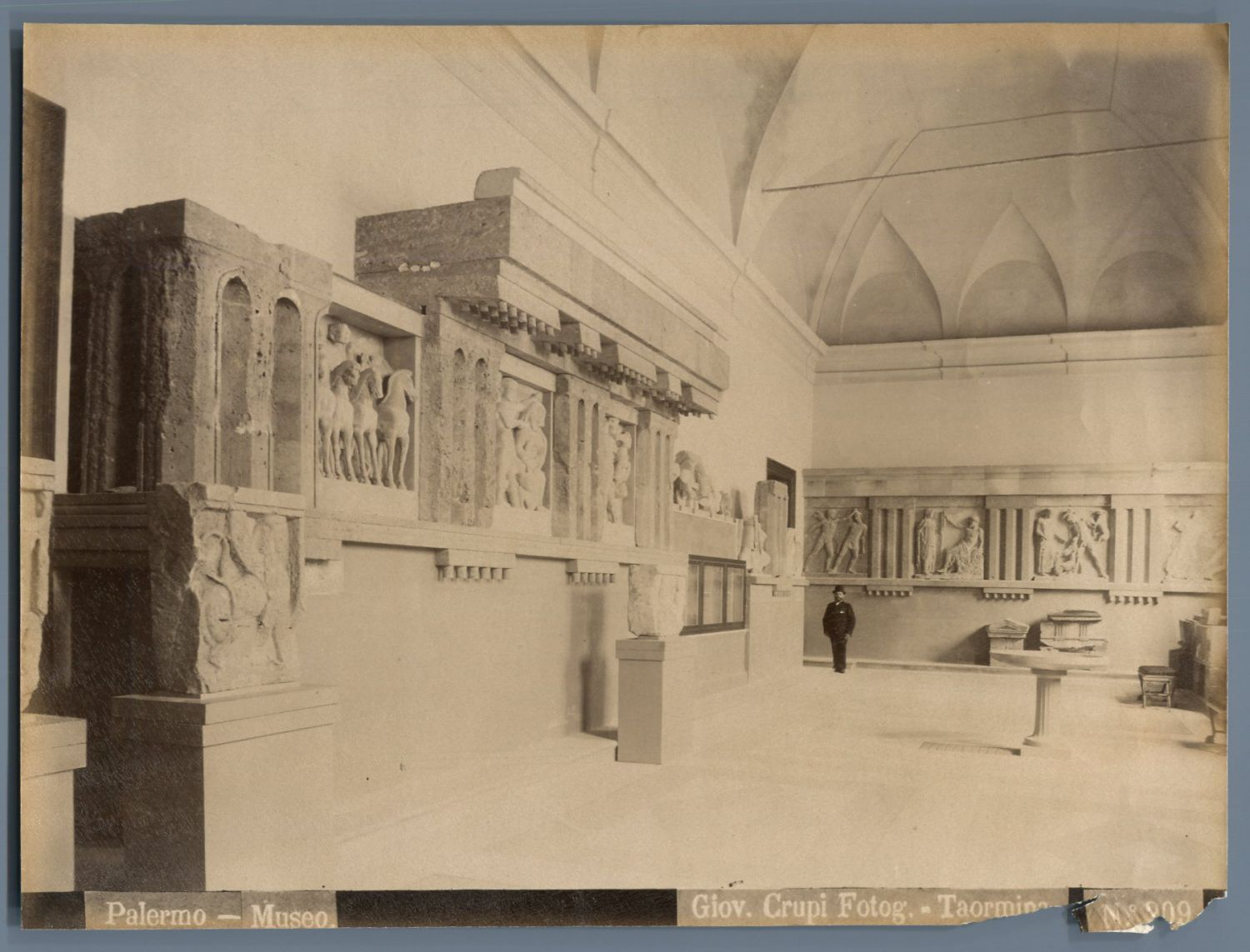
Архівне фото зали з метопами та їх масштаб

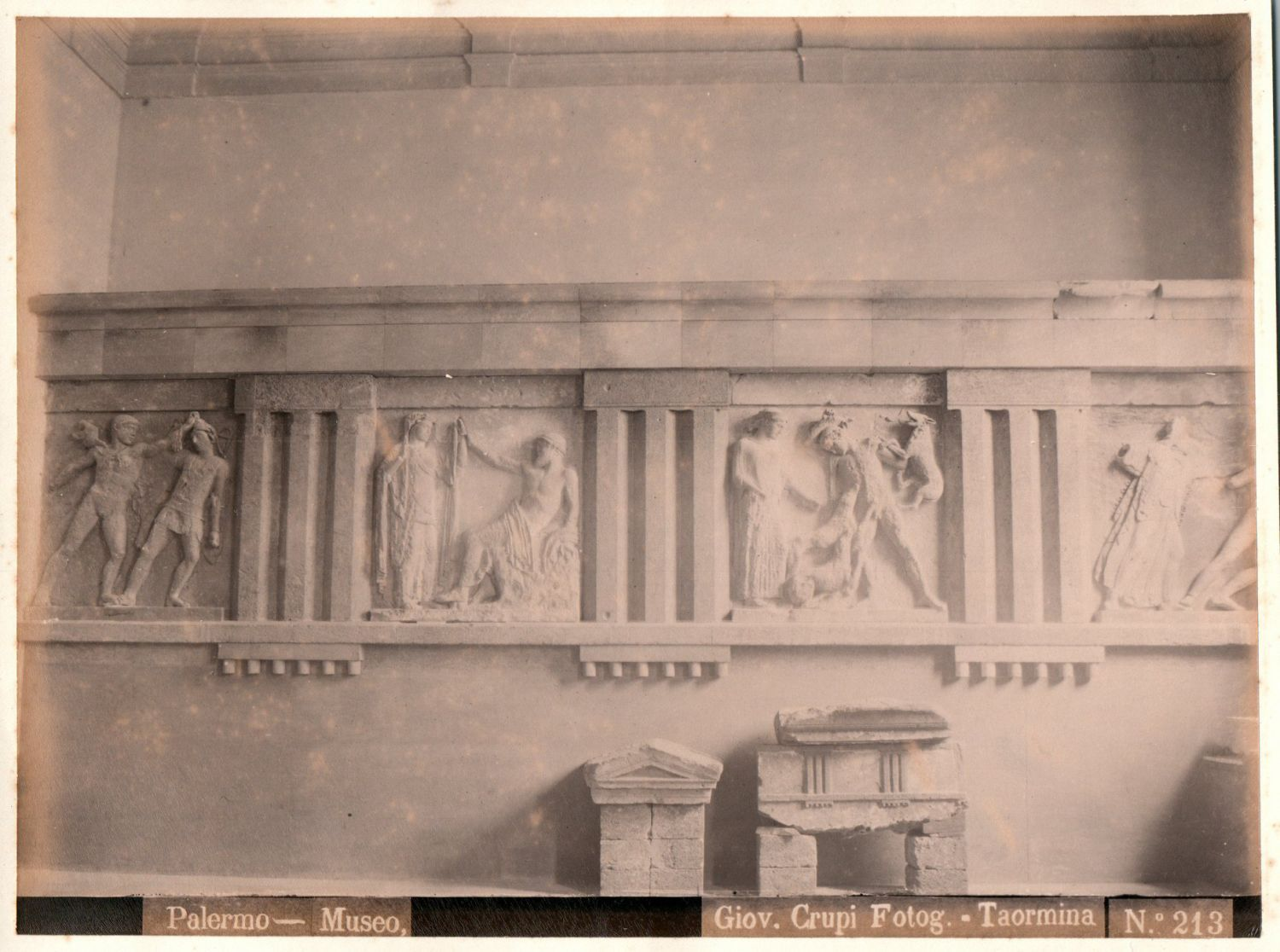
Архівне фото
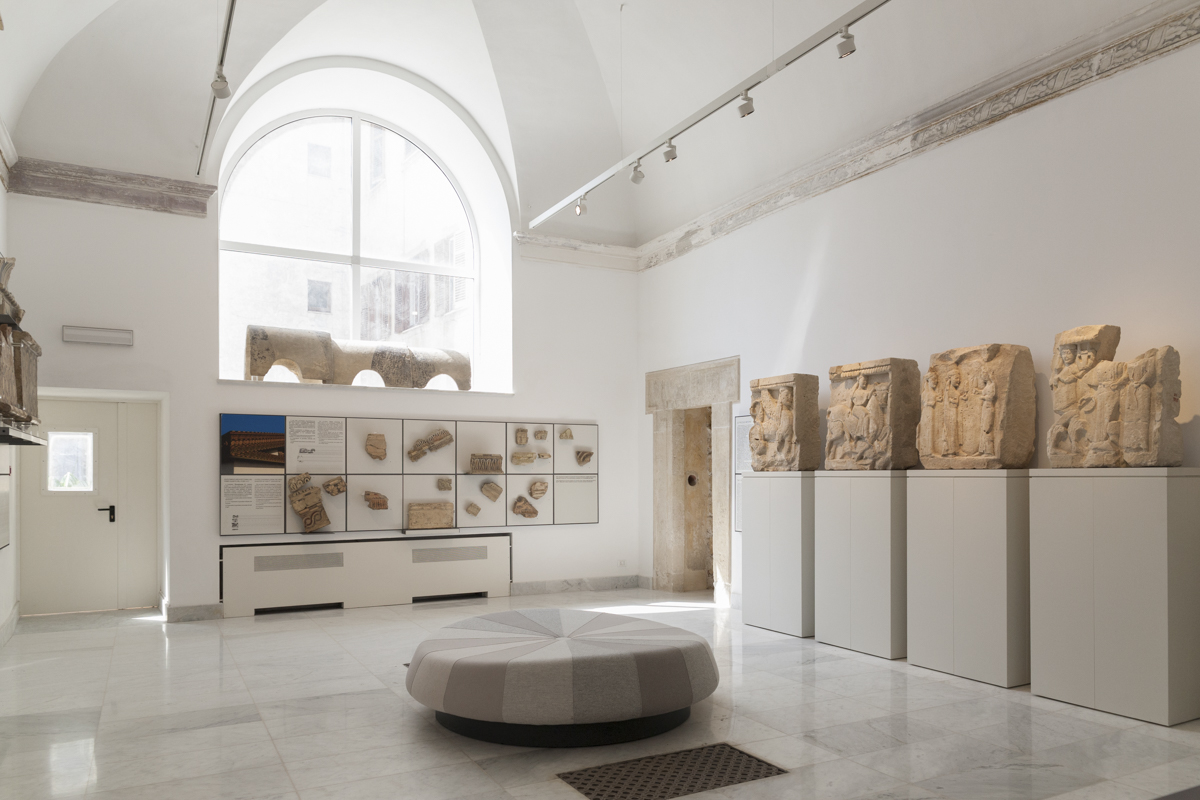
Зала з метопами з Селінунту
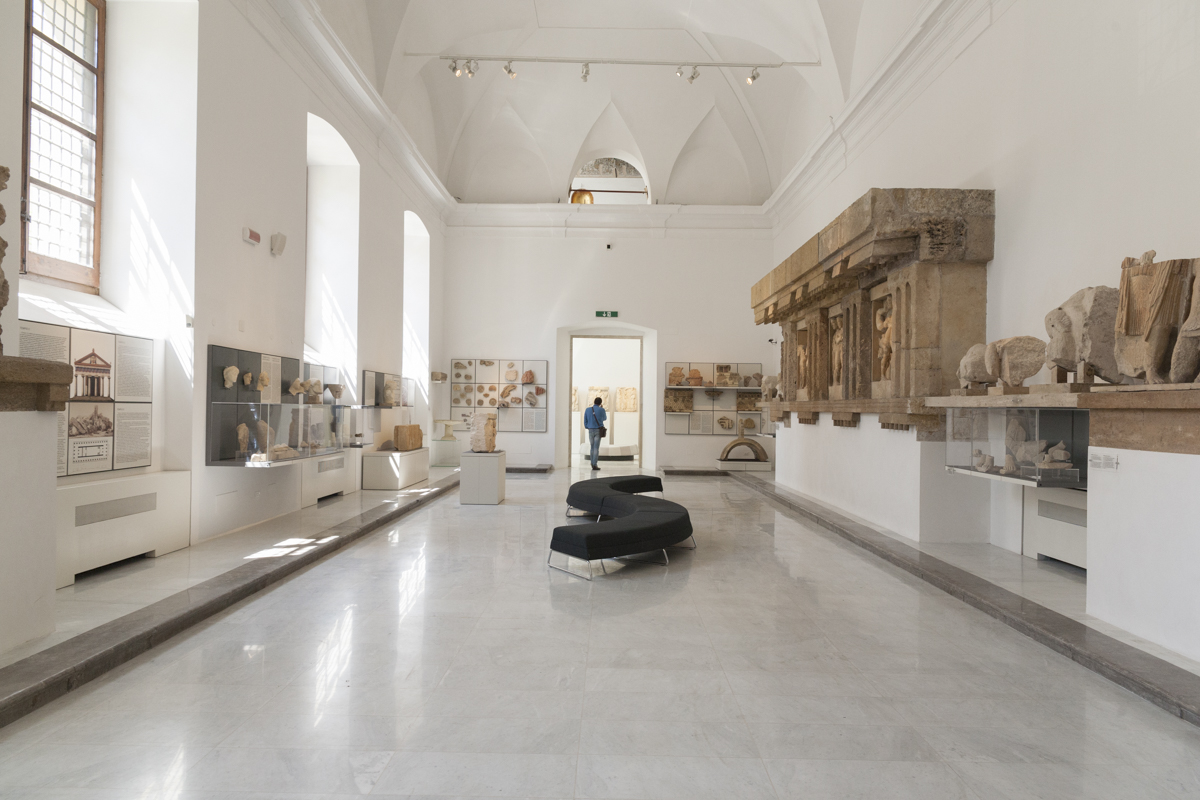
Метопи з Селінунту в експозиції
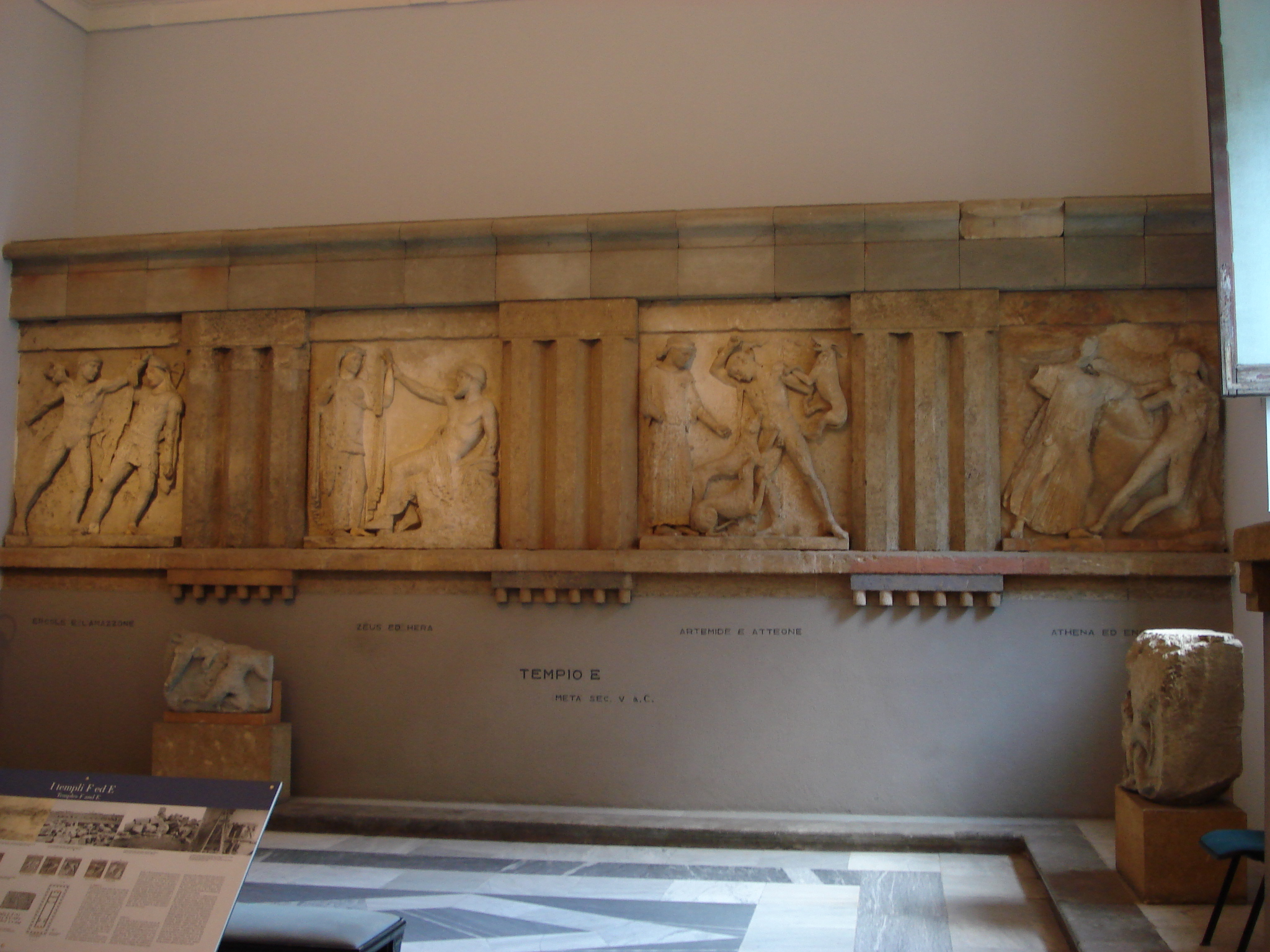
Експозиція. Фото 2006 р.